# افسانه زورو
افسانه زورو (به انگلیسی: The Legend of Zorro) فیلمی در ژانر وسترن شمشیربه‌دستان به نویسندگی روبرتو ارسی و الکس کورتزمن و کارگردانی مارتین کمبل محصول سال ۲۰۰۵ آمریکا است که از بازیگران اصلی آن می‌توان به آنتونیو باندراس، کاترین زیتا جونز، روفس سوئل، ژولیو اسکار مچوسو، مایکل امرسون، پدرو آرمنداریس جونیور، تونی آمندولا و شولر هنسلی اشاره کرد.
افسانه زورو در تاریخ ۲۸ اکتبر ۲۰۰۵ توسط کلمبیا پیکچرز به صورت جهانی اکران شد، و ۱۴۲ میلیون دلار در سراسر جهان فروش کرد در حالی که ۶۵ میلیون دلار بودجه ساخت آن بوده‌است.

## خلاصه داستان
حوادث این فیلم ده سال پس از فیلم اول رخ می‌دهد و مردم کالیفرنیا باید برای الحاق به آمریکا در رفراندم شرکت کنند. اما زورو باید از امنیت برگزاری این رای‌گیری اطمینان حاصل کند. از طرفی النا (کاترین زیتا جونز) باور دارد که آلخاندرو باید از زورو بودن کناره‌گیری کند و به خانواده خود توجه بیشتری کند. اما آلخاندرو (آنتونیو باندراس) معتقد است که مردم هنوز به او نیاز دارند و همین موضوع باعث جدایی آن‌ها از هم می‌شود و النا با مرد دیگری ازدواج می‌کند که این موضوع سبب می‌شود تا آلخاندرو دچار افسردگی شود. از طرف دیگر اتفاقات مشکوک دیگری در شهر رخ داده که به زورو انگیزه مبارزه می‌دهد…

## پایان متفاوت
در دی وی دی فیلم، پایان داستان اینگونه شرح داده می‌شود که خواکین بزرگ شده‌است و در حالی که لباس زورو را به تن دارد با اسب خود به سمت غروب آفتاب حرکت می‌کند، تا مسیر پدر و پدربزرگ مادری خود یعنی دیگو د لا وگا (آنتونی هاپکینز) را ادامه دهد، در همان زمان آلخاندرو و النا که اکنون پا به سن گذاشته‌اند با افتخار او را تماشا می‌کنند. این پایان بندی می‌توانست امکان ساخت دنباله‌های بعدی را فراهم سازد، اما هرگز چنین اتفاقی نیفتاد.

## ارجاعات تاریخی
همانند قسمت قبل از عناصر تاریخی اسپانیایی تاریخ کالیفرنیا در داستان فیلم استفاده شده‌است. شخصیت اصلی فیلم که آلخاندرو نام دارد، یک کالیفرنیایی مکزیکی الاصل است که در قسمت قبل هویت زورو را از آن خود کرد. او به عنوان برادر خیالی خواکین موریتا معرفی می‌شود و نام پسر خود را از روی نام برادر خود گرفته‌است.
بنت رایلی به عنوان آخرین رئیس ایالت کالیفرنیا قبل از تبدیل آن به ایالت معرفی می‌شود، اما بازیگر مکزیکی پدرو آرمنداریس جونیور که انگلیسی را با لهجه اسپانیایی صحبت می‌کند نقش این آمریکایی متولد مریلند را بازی کرده‌است. لئو برمستر نقش آر.اس. بوریگارد که یک سرهنگ کنفدراسیون است را بازی می‌کند، البته نباید شخصیت او را با پی.جی.تی. بوریگارد اشتباه گرفت. پدرو میرا نقش آبراهام لینکلن را به عنوان ناظر ایالت کالیفرنیا پیش از رسیدن به مقام ریاست جمهوری ایفا می‌کند، اگرچه لینکلن واقعی هرگز به این منطقه سفر نکرده‌است. این فیلم همچنین دارای یک بنای تخیلی به نام Bear Point است، به یاد مکانی که در آن پرچم اصلی جمهوری کالیفرنیا در سال ۱۸۴۶ برای مدت کوتاهی به اهتزاز درآمد. اگرچه پرچم واقعی در شهرستان سونوما قرار داشته‌است، اما فیلم نشان می‌دهد که Bear Point در شهرستان سن ماتئو قرار دارد.
وقایع فیلم که در سال ۱۸۵۰ اتفاق می‌افتد، شامل تعداد قابل توجهی از انحرافات نسبت به تاریخ ملی می‌باشد، به ویژه در به تصویر کشیدن ایالات کنفدراسیون سازمان یافته آمریکا و راه‌آهن بین قاره‌ای که فرضاً تکمیل شده‌است که هر کدام به بیش از یک دهه قبل از زمان خود تعلق دارند. انحرافات اضافی شامل نقل قولی از آدرس گتیزبورگ می‌باشد که تا سال ۱۸۶۳ نوشته نشد و نقشه ای کشف شده توسط زورو که دو ایالت (آریزونا و نیومکزیکو) را مشخص می‌کند که تا سال ۱۹۱۲ به عنوان ایالت شناخته نشدند. علاوه بر این چندین ایالت دیگر روی نقشه نشان داده شده‌است که مدت‌ها بعد از کالیفرنیا وارد اتحادیه شدند. این فیلم همچنین دارای شخصیت‌هایی است که خود را به عنوان مأموران آژانس کارآگاه پینکرتون که در سال ۱۸۵۰ تأسیس شده بود معرفی می‌کنند، در حالی که آن زمان به عنوان آژانس پلیس شمال غربی شناخته می‌شد.
صحنه ای حذف شده در دی وی دی فیلم شامل گفت و گوی کوتاهی دربارهٔ فانوس جادو است.
تفنگی که توسط جیکوب مک گیونز در فیلم استفاده شد به آن دوره تعلق ندارد، در واقع این تفنگ در اوایل دهه ۱۸۶۰ معرفی شد و تولید آن تا سال ۱۸۶۶ ادامه یافت.

## دنباله احتمالی
کوئنتین تارانتینو در ژوئن ۲۰۱۹ جراد کارمایکل را برای نویسندگی یک فیلم اقتباسی بر اساس مجموعه کتاب‌های مصور او با عنوان جنگو/زورو انتخاب کرد که داستان آن با جنگوی زنجیرگسسته در تقاطع بود. همچنین تارانتینو و جیمی فاکس برای بازگشت آنتونیو باندراس به نقش زورو ابراز علاقه کردند.